# Конте ди Кавур (линеен кораб, 1911)
Конте ди Кавур (на италиански: Conte di Cavour) e италиански линеен кораб от времето на Първата световна война. Главен кораб на едноименната серия линейни кораби. Участва и в двете световни войни. В междувоенните години е сериозно реконструиран. През 1940 г., по време на атаката над Таранто, е сериозно повреден и де факто излиза от строя, след войната е предаден за скрап.

## Кратка история на службата
Линкорът „Конте ди Кавур“ е разработен от инженера Едуардо Масдеа, ръководител на Тененте Дженерале дел Дженио Навале. Той е построен в периода 1910 – 1911 г., базира се в Таранто. В годините на Първата световна война е флагмански кораб на италианския флот, командван от вицеадмирал Луиджи Амедео ди Савоя. „Конте ди Кавур“ почти не участва в активни бойни действия: провеждайки 966 часа в морето в учебни упражнения и едва 40 часа в три военни операции. След войната остава в състава на флота, извършва плаване за демонстрация на флага в Северна Америка. През лятото на 1922 г. на него извършва пътешествие по италианските пристанища Виктор Емануил III. През април 1925 г. на него плава към Триполи и Бенито Мусолини.
На 12 май 1928 г. „Конте ди Кавур“ е изваден от състава на флота, след пет години, през октомври, е изпратен в Триест за основен ремонт. По време на реконструкцията 60% детайлите са напълно заменени: премахната е централната триоръдейна кула, а главният калибър е усилен до 320 мм. Новите двигатели дават мощност примерно три пъти повече, но скоростта се повишава само до 28 възела. Допълнително е поставена зенитна артилерия, което прави линкора един от най-добрите в италианския флот. На 1 юни 1937 г. „Конте ди Кавур“ се връща тържествено в Кралския военноморски флот. На 9 юли 1940 г. той влиза в бой, през Втората световна война в сражението при Калабрия.
В нощта на 11 по 12 ноември 1940 г. британски самолети „Феъри Суордфиш“ извършват авионападение над италианската база в Таранто, пускайки множество бомби и торпеда. „Конте ди Кавур“ получава тежко попадение от едно торпедо и потъва.
В края на 1941 г. той е изваден от дъното и е изпратен в Триест за ремонт, обаче така и не излиза повече в открито море. На 10 септември 1943 г. немците успяват да пленят кораба, обаче на 15 февруари 1945 г., след авионападение на съюзниците над Триест, те изоставят стария линкор. След войната, на 27 февруари 1947 г., линкорът е предаден за скрап.

## Коментари
1. ↑  Всички данни са проектни.